# Salamanca (Xile)
Salamanca és una ciutat i comuna xilena a la província de Choapa (Regió de Coquimbo) a 30 km (19 milles) a l'est d'Illapel, centre administratiu de la província, i 316 km (196 milles) al nord de Santiago, Xile. Normalment s'accedeix des de Los Vilos, que és al costat de la carretera Panamericana, i connecta la ciutat amb la resta del país.